# Isolepis digitata
Isolepis digitata là loài thực vật có hoa trong họ Cói. Loài này được Nees ex Schrad. mô tả khoa học đầu tiên năm 1832.